# Steve Peregrin Took
Steve Peregrin Took (oprindelig Stephen Ross Porter) (28. juli 1949 i Eltham – 27. oktober 1980) var en britisk musiker. Født i Eltham i det sydlige London; tog siden navn efter hobbitten Peregrin Took (Pippin) i Tolkiens Ringenes Herre. Mest kendt for sit samarbejde med Marc Bolan i gruppen T. Rex.

## Diskografi
- 1970 – Mick Farren – Mona – The Carnivorous Circus  featuring Steve Took as 'Shagrat the Vagrant' (Transatlantic Records)
- 1970 : David Bowie - The World of David Bowie Played pixiephone (Decca Records)
- 1971 – Twink: Think Pink (LP feat. two Took songs, recorded summer 1969) (Sire Records)
- 1990 – Shagrat: "Amanda" (b/w "Peppermint Flickstick") 7" single (Shagrat Records, distributed by Pyg Track)
- 1992 – Steve Took's Shagrat: Nothing Exceeds Like Excess  12" EP, sleeve by Edward Barker (Shagrat Records, distributed by Pyg Track)
- 1995 – Steve Peregrine Took: The Missing Link to Tyrannosaurus Rex CD (Cleopatra) re-released 2002 as Crazy Diamond CD (Voiceprint)
- 2001 – Steve Peregrine Took's Shagrat: Lone Star CD (Captain Trip) re-released 2016, credited to "Shagrat feat. Steve Peregrin Took & Larry Wallis" on CD, 300 copy limited edition vinyl & Bandcamp with bonus tracks taken from above "The Missing Link ..." release (Purple Pyramid - subdivision of Cleopatra)
- 2001 – Shagrat: Pink Jackets Required CD (Get Back)
- 2004 – Steve Took's Horns: Blow It!!! The All New Adventures Of Steve Took's Horns CD (Cherry Red Records)